# 奇吉里村委员会
奇吉里村委员会（俄语：Чигиринский сельсовет）是俄罗斯联邦阿穆尔州布拉戈维申斯克区所属的一个村委员会。其下辖有4个居民点，行政中心为奇吉里。据2016年统计，该村委员会的人口为10053人。